# TV4 Play
TV4 Play är en video-on-demand-tjänst från TV4 Media. De flesta svenska TV-program och webb-TV-klipp som producerats för TV4 Medias kanaler publiceras i tjänsten efter att de har sänts i TV. Tjänsten innefattar även TV-program och TV-serier producerade utanför Sverige och som TV4 har rättighet att visa på de digitala plattformarna. Utbudet finns tillgängligt gratis (med reklamavbrott) i minst en vecka efter att programmet har sänts i TV. De flesta direktsända program som sänds i TV4 och Sjuan direktsänds på TV4 Play.

## Historik
Tjänsten lanserades på prov den 9 januari 2009 under namnet TV4 Replay och erbjöd då alla TV4-gruppens egenproducerade program i en vecka efter sändning. Den 23 april 2009 lanserades tjänsten i större skala och bytte namn till TV4 Play. Under de första fem dagarna hade TV4 Play 300 000 besökare.
Tjänsten finns tillgänglig på webb, Iphone, Android, Ipad och TV@Internet. Koncept, interaktionsdesign och visuell design för samtliga plattformar har gjorts av företaget Daytona. Applikationerna till Iphone, Ipad och Android är utvecklade av Ideal Apps, medan tjänstens serverdel och webbtjänsten är utvecklade internt på TV4 och streamades från Akamai.
Den 18 december 2013 och fram till 2015 ingick en hyrfilmtjänst kallad "Hyrbutiken" med filmer från SF Anytime.
I maj 2016 började TV4 Play med obligatorisk kontoinloggning för att kunna ta del av hela utbudet i gratistjänsten. Några undantag som nyhetsprogram går att se utan inloggning. När man skapar ett nytt konto eller använder ett sedan tidigare behöver man ange postnummerområde och födelseår. Man får inte använda sig av VPN eller proxyserver, och man måste vara uppkopplad från en svensk internetleverantör. Samtliga program innehåller reklamavbrott. Fram till midsommar 2019 gick det inte att titta på TV4 Play i andra länder än Sverige, men för svenskar har det därefter blivit möjligt i EU-länder och i Norge. För det krävs att man är folkbokförd i Sverige och kopplar sitt personnummer till kontot.
Den 14 augusti 2023 flyttade C Mores playtjänst in i TV4 Play. Den reklamfinansierade gratistjänsten på TV4 Play finns kvar som tidigare, men nya prisplaner har tillkommit under namnet TV4 Play+.

## TV4 Anytime
TV4 Anytime lanserades 2006 och ersattes 5 januari 2011 av TV4 Play Premium. TV4 Anytime erbjöd besökarna de flesta svenska tv-program och webb-tv-klipp som producerats i TV4-gruppens kanaler. Tjänsten var reklamfri. Ett fåtal utländska tv-program finns även tillgängliga. För att se majoriteten av materialet behövde man teckna ett abonnemang som kostade 49 kronor för 30 dagar eller 196 kronor för sex månader. Under de första åren fanns det även möjlighet att hyra filmer från SF Bio på sajten.

## TV4 Play Premium
TV4 Play Premium var ett månadslöpande abonnemang som lanserades 5 januari 2011 och ersatte TV4 Anytime. TV4 Play Premium gav kunden bättre bild och ljud och tillgång till fler program från TV4-gruppens kanaler, utan reklamavbrott och med längre visningstid. Utöver det ingick ett utbud av långfilmer, fullständiga TV-serier och livesändningar med sport och nyheter. Den 15 oktober 2012 började TV4-gruppen direktsända alla sina TV-kanaler på webben för den som hade premiumabonnemang. I början av 2017 avvecklades TV4 Play Premium och TV4 innehåll som C More har fått rättigheter för att sända flyttade även in i C Mores webbtjänst. Kunder med aktiva abonnemang i TV4 Play Premium fick automatiskt tillgång till C Mores utbud via abonnemanget utan extra kostnad. TV4 Play blev därmed helt gratis med reklamavbrott, utan möjligheter till tecknande av abonnemang.

### TV4 Play Premium Sport
Den 7 oktober 2013 lanserades TV4 Play Premium Sport. Det gav tillgång till TV4-gruppens sportsändningar, sportkanaler och allt som ingick i TV4 Play Premium. I mars 2016 flyttades TV4-gruppens sportsändningar över till C More som då även blev sändare över TV4-gruppens sportsändningar tillsammans med C Mores redan tidigare sportsändningar.

## TV4 Play+

### C Mores flytt till TV4 Play
I samband med att TV4 bytte verkställande direktör i december 2022 meddelade bolaget att den tidigare externa playtjänsten C More skulle flyttas till TV4 Play och MTV Katsomo. De TV-kanaler som tillhör C More blir kvar, även om de får epitetet TV4 istället för C More. Övergången genomfördes den 14 augusti 2023.
I samband med flytten skapades nya prisplaner under namnet TV4 Play+.